# Sagada
Sagada è una municipalità di quinta classe delle Filippine, situata nella provincia di Mountain, nella Regione Amministrativa Cordillera.
Sagada è formata da 19 barangay:
- Aguid
- Ambasing
- Angkeling
- Antadao
- Balugan
- Bangaan
- Dagdag (Pob.)
- Demang (Pob.)
- Fidelisan
- Kilong
- Madongo
- Nacagang
- Pide
- Poblacion (Patay)
- Suyo
- Taccong
- Tanulong
- Tetepan Norte
- Tetepan Sur